# Illumina
Illumina, Inc. est une société américaine constituée en avril 1998, qui développe, fabrique et commercialise des systèmes intégrés pour l'analyse de la variation génétique et la fonction biologique.
Grâce à ses technologies, la société fournit une gamme de produits et services qui servent les marchés du séquençage, génotypage et expression génétique. En 2013, cette technologie avait réduit le coût de séquençage de l'ADN à 4 000 dollars, comparé à 1 million de dollars en 2007.
Ses clients comprennent des centres de recherche génomique, des sociétés pharmaceutiques, des établissements universitaires, des organismes de recherche clinique et des sociétés de biotechnologie. Ses outils offrent aux chercheurs la possibilité d'effectuer des tests génétiques nécessaires pour extraire l'information médicale des progrès de la génomique et de la protéomique. Son siège social est situé à San Diego aux États-Unis.

## Histoire
Illumina a été fondée en avril 1998 par David Walt, Larry Bock, John Stuelpnagel, Anthony Czarnik, et Mark Chee. Tout en travaillant avec CW Group, une société de capital risque, Bock et Stuelpnagel découvrent ce qui allait devenir la technologie de Bead Array d'Illumina à l'Université Tufts et négocient une licence exclusive pour cette technologie. Illumina a complété son offre publique initiale en juillet 2000.
Illumina a commencé à offrir des services de génotypage de polymorphisme nucléotidique (SNP) en 2001 et a lancé son premier système, le Illumina BeadLab, en 2002, en utilisant la technologie de génotypage GoldenGate. Illumina offre actuellement des produits et services basés sur des microréseaux pour une gamme croissante de séquençage d'analyse génétique, y compris le génotypage de SNP, Expression génétique et la Protéomique. Les technologies de Illumina sont utilisés par un large éventail d'universitaires, de gouvernementaux, d'entreprises pharmaceutiques et biotechnologiques, et d'autres institutions de premier plan dans le monde entier.
Le 26 janvier 2007, la Société a complété l'acquisition de Solexa basée à Hayward, aux États-Unis. Solexa basée à Cambridge au Royaume-Uni a été fondée en juin 1998 par Shankar Balasubramanian et David Klenerman pour développer et commercialiser la technologie de séquençage du génome inventé par les fondateurs de l'Université de Cambridge. Solexa Inc.a en 2005 acquis Lynx Therapeutics. Elle utilise également la technique de séquençage de colonies d'ADN, inventé en 1997 par Pascal Mayer et Laurent Farinelli, depuis 2004, date du rachat de la société Manteia Predictive Medicine. Cette technologie est utilisée pour effectuer une série d'analyses, y compris le reséquençage du génome entier, l'analyse de l'expression des gènes et de petit acide ribonucléique (ARN).
En juin 2009, Illumina a annoncé le lancement de son propre service de séquençage génomique personnel à une profondeur de 30X pour 48 000 dollars par génome et un an plus tard a baissé le prix à 19 500 dollars,, puis à 4 000 dollars,.
En janvier 2011, Illumina a acquis Epicentre Biotechnologies, basée à Madison dans le Wisconsin.
En janvier 2012, Roche a fait une offre non sollicitée pour acheter Illumina pour environ 5,7 milliards de dollars,. Roche a essayé d'autres tactiques, notamment en augmentant à environ 6,8 milliards de dollars). Illumina a rejeté l'offre, et Roche a abandonné l'offre en avril,.
En 2014, la société a annoncé un produit valant plusieurs millions de dollars, HiSeq X Dix, qui doit permettre le séquençage du génome entier pour 1 000 dollars par génome. La société a affirmé que quarante de ses machines seraient en mesure de séquencer plus de génomes en un an que ce qui avait été produit par tous les autres séquenceurs jusqu'à cette date. En janvier 2014, Illumina détenait déjà 70 % du marché des machines de séquençage. Les machines d'Illumina représentent plus de 90 % de toutes les données d'ADN acquises.
En mars 2016, Illumina a annoncé que Jay Flatley, le CEO depuis 1999, laisserait sa place à Francis DeSouza à partir de juillet 2016.
En novembre 2018, Illumina annonce l'acquisition de Pacific Biosciences pour 1,2 milliard de dollars. En janvier 2020, Illumina annonce l'abandon de l'opération sur Pacific Biosciences.
En septembre 2020, Illumina annonce l'acquisition pour 8 milliards de dollars de Grail, start-up spécialisée dans la détection du cancer créée en 2016 par Illumina et qui est restée son principal actionnaire avec une participation de 14,5 %.
En août 2022, La Commission européenne (CE) a annoncé interdire l'acquisition de la société américaine de biotechnologie du cancer GRAIL par Illumina, leader mondial du séquençage génétique. Elle a déclaré que l'acquisition de GRAIL par Illumina pour un  montant 7,1 milliards de dollars entraverait la concurrence dans le domaine des tests sanguins pour la détection précoce du cancer. Cette acquisition de GRAIL a été contestée par l'investisseur activiste Carl Icahn dont le fonds Icahn Capital est présent au capital d'Illumina.
En octobre 2023, Carl Icahn annonce avoir assigné en justice les membres du conseil d'administration d'Illumina en lien avec l'acquisition ratée de GRAIL.

## Principaux actionnaires
| Baillie Gifford                         | 12,1% |
| The Vanguard Group                      | 7,60% |
| Capital Research & Management           | 5,38% |
| SSgA Funds Management                   | 4,11% |
| Jennison Associates                     | 3,29% |
| Edgewood Management                     | 3,25% |
| BlackRock Fund Advisors                 | 2,42% |
| Sands Capital Management                | 2,40% |
| York Capital Management Global Advisors | 2,07% |
| Morgan Stanley Investment Management    | 1,91% |